# Christian August, pfalzgreve af Pfalz-Sulzbach
Christian August, pfalzgreve af Pfalz-Sulzbach (født 26. juli 1622 i Sulzbach, Oberpfalz, død 23. april 1708 samme sted) var pfalzgreve. Han blev regerende greve af Pfalz-Sulzbach i 1632, og han blev hertug af Pfalz-Sulzbach i 1656.

## Forældre
Christian August var søn af August, pfalzgreve af Pfalz-Sulzbach og dattersøn af hertug Johan Adolf af Slesvig-Holsten-Gottorp.

## Familie
Christian August var gift med Amalie af Nassau-Siegen (1615–1669), der var datter af greve Johan 7. af Nassau-Siegen og datterdatter af hertug Hans den Yngre af Sønderborg.
Parret fik fem børn. Den eneste overlevende søn Theodor Eustach, pfalzgreve af Pfalz-Sulzbach efterfulgte sin far som regerende greve (senere hertug) af Sulzbach. Oldesønnen  Karl Theodor, kurfyrste af Pfalz og Bayern blev kurfyrste både af Pfalz og af Bayern. 

## Forfædre
Christian August tilhørte den ældre (pfalziske) linje af Huset Wittelsbach, og han var oldesøn af Wolfgang af Pfalz-Zweibrücken (1526–1569). 